# Rupicolini
Rupicolini – plemię ptaków z podrodziny bławatników (Cotinginae) w rodzinie bławatnikowatych (Cotingidae).

## Występowanie
Plemię obejmuje gatunki występujące w Ameryce Południowej.

## Systematyka
Do plemienia należą następujące rodzaje:
- Carpornis G.R. Gray, 1846
- Snowornis Prum, 2001
- Phoenicircus Swainson, 1832
- Rupicola Brisson, 1760